# Маурьелло, Джулианна Роуз
Джулиа́нна Ро́уз Маурье́лло (англ. Julianna Rose Mauriello, род. 26 мая 1991, Эрвингтон) — американская актриса. Снималась в детском сериале «Лентяево». До этого появлялась на сцене различных бродвейских мюзиклов.

## Карьера
С раннего детства Джулианна увлеклась театральным искусством, наблюдая, как её брат и сестры участвуют в музыкально-театральных постановках Плезантвиллской школы. А позднее она и сама присоединилась к ним на сцене, сыграв одного из Снежных детей в мюзикле Карусель. Лето на фестивале исполнительских искусств во Французских лесах только укрепило её тягу к подмосткам и привело девочку к известному театральному агенту — Нэнси Карсон, и первой профессиональной роли. Ею стала Li’l Titch в мюзикле Оклахома! на Бродвее в 2002 г. Чтобы быть ближе к новой работе, Джулианна с семьёй переезжает на Манхэттен и начинает посещать Профессиональную Школу Исполнительских Искусств (занесена в список почётных выпускников). В дальнейшем она сыграла в спектакле Gypsy: A Musical Fable, была дублёром в Baby June и A Tree Grows in Brooklyn. Параллельно со сценической работой, Джулианна снялась в коммерческих фильмах Volvo, Wendy’s, AstraZeneca (Nexium), и Disney Entertainment.
Телесериал LazyTown (Лентяево) (2004—2007), где Маурьелло досталась роль девочки Стефани, принёс актрисе известность, и в 2006 году она была награждена премией Daytime Emmy Award в номинации «Выдающийся исполнитель детских сериалов». Она так хорошо вошла в образ героини, что сериал транслировали в 70 странах на 5 континентах. Также снялась в третьем сезоне под названием LazyTown Extra (2008).
Помимо этого, появилась камео в Direct-to-video Hip Hop Kids: Hip Hop Homeroom Math (2006), а также снялась в главной роли Пайпер в короткометражном фильме A Fix (2008).
Принимала участие в ток-шоу The Tony Danza Show (2006).
В 2008 году участвовала в качестве персонажа сериала LazyTown Стефани в ежегодном мексиканском благотворительном суточном телемарафоне Teletón, собирающем деньги для реабилитационных фондов детей-инвалидов.

## Личная жизнь
Джулианна с детства любила петь, брала уроки балета, джаза, чечётки, ирландского степа. Училась вокалу и танцам у Janine Molinari и Rona Leslie. Занималась гимнастикой. За время съёмок проекта Лентяево в Рейкьявике Джулианна научилась говорить по-исландски. В 2010 году начала обучение по курсу психологии в Миддлберийском колледже.
Больше всего обожает свою семью. По отцовской линии имеет итальянские корни, по материнской — ирландские и немецкие. Сестра Джулианны, Алекс Маурьелло, также является актрисой.
Джулианна призналась, что была сумкоголичкой. У неё есть более чем 60 кошельков и сумочек. Джулианна поклонница U2 и Симпсонов. У неё есть миниатюрный пудель, названный в честь Одри Хепбёрн, которого Магнус Скевинг и остальные члены проекта Лентяево купили и подарили ей в 13-й день рождения.